# 徳島ラジオ送信所
徳島ラジオ送信所（とくしまラジオそうしんじょ）は、徳島県徳島市にあるNHK徳島放送局と四国放送（JRT）の中波放送送信所の総称。正式な施設名は、NHKで「末広ラジオ放送所」、JRTで「川内ラジオ送信所」であるが、本項では便宜上、一括して徳島ラジオ送信所して記述する。

## 概要
- 当送信所にはNHK徳島放送局ラジオ第1と四国放送ラジオの送信所が置かれ、県内の広範囲に電波を発射しているほか、隣県の兵庫県や和歌山県などにも沿岸部を中心に電波が良好に届いている。
- NHK徳島放送局のラジオ第2放送（JOXB）は、NHK大阪放送局ラジオ第2（JOBB）の増力に伴い1973年3月20日に廃止された（最終の周波数は1520kHzだった）。

## 送信所概要
| 周波数 （kHz） | 放送局名     | コールサイン | 空中線電力 | 放送対象地域 | 放送区域内世帯数 | 送信所置局住所（すべて徳島市） |
| -------------- | ------------ | ------------ | ---------- | ------------ | ---------------- | ------------------------------ |
| 945            | NHK 徳島第1  | JOXK         | 5kW        | 徳島県       | -                | 末広4丁目1番48号               |
| 1269           | JRT 四国放送 | JOJR         | 5kW        | 徳島県       | -                | 川内町字富久360番地            |